# MXI1
MXI1‏ (MAX interactor 1, dimerization protein) هوَ بروتين يُشَفر بواسطة جين MXI1 في الإنسان.